# Sandra Bullock
Sandra Annette Bullock (Arlington, 26 luglio 1964) è un'attrice e produttrice cinematografica statunitense.
Nel 2015 è stata eletta "donna più bella del mondo" dal settimanale People, e secondo Forbes è stata l'attrice più pagata sia nel 2010, con guadagni di circa 56 milioni di dollari, che nel 2014, con un guadagno di 51 milioni. Nel 2012 è stata inserita nel libro del Guinness dei primati come l'attrice più pagata del mondo tra il 2010 e il 2011.
Nel 2009 ha ottenuto il plauso della critica per la sua interpretazione nel film biografico The Blind Side, per il quale si è aggiudicata l'Oscar alla miglior attrice, il Golden Globe per la migliore attrice in un film drammatico, un Critics' Choice Awards e uno Screen Actors Guild Award.
Nel corso della sua carriera ha inoltre ricevuto una seconda nomination al Premio Oscar per la migliore attrice per il film sci-fi Gravity, e vinto quattro MTV Movie Awards, dieci People's Choice Awards (su sedici nomination) e nove Teen Choice Awards (su ventuno nomination). Nel 2013, durante i People's Choice Awards, ha vinto un premio speciale mai assegnato prima, il Favorite Humanitarian Award, un premio umanitario in riconoscimento di tutta la beneficenza che ha fatto negli anni e soprattutto per l'aiuto che ha dato alle vittime dell'uragano Katrina.

## Biografia

### L'infanzia e la gioventù
Figlia di Helga D. Meyer (1942-2000), una cantante lirica e insegnante di canto tedesca, e John W. Bullock (1925-2018), un impiegato dell'esercito degli Stati Uniti d'America e allenatore part-time di Birmingham in Alabama, Sandra Annette Bullock è nata ad Arlington, Virginia, un sobborgo di Washington. Il nonno materno di Sandra era uno scienziato missilistico, tedesco di Norimberga. I genitori di Sandra si incontrarono per la prima volta a Norimberga, dove il padre lavorava come responsabile del servizio postale dell'esercito statunitense. Si sposarono in Germania, prima di trasferirsi ad Arlington, dove John Bullock continuò a lavorare per l'esercito, prima di diventare un imprenditore per il Pentagono.
Sandra Bullock visse a Fürth fino all'età di dodici anni, dove cantava in un coro al Norimberga Staatstheater. Passò parecchio tempo a Salisburgo e a Norimberga con la zia e la nonna materne, periodo durante il quale imparò perfettamente il tedesco. Viaggiò spesso con la madre per i suoi tour e visse in Germania e in altre parti d'Europa per gran parte della sua infanzia. Studiò balletto e canto da bambina, prendendo parte alle produzioni nel teatro dell'Opera della madre. Nel 1970, nacque Gesine Bullock-Prado, la sorella minore di Sandra. Bullock frequentò la Washington-Lee High School, dove fece la cheerleader, partecipò a produzioni teatrali scolastiche, e fu fidanzata con un giocatore della squadra di football. Si diplomò nel 1982 e in seguito si iscrisse alla East Carolina University a Greenville (Carolina del Nord). Lasciò la East Carolina durante il suo anno da senior nella primavera del 1986, per perseguire la carriera di attrice.
Successivamente si trasferì a New York, dove per mantenersi lavorò come barista e cameriera, prese lezioni di recitazione da Sanford Meisner e in seguito fu contattata per varie trasmissioni televisive e nel 1987 ottenne la sua prima parte nel film Hangmen. In seguito completò il suo corso e si laureò in teatro e recitazione alla East Carolina University.

### 1988-1993: gli esordi, tra cinema e televisione
Dopo aver preso parte a piccole produzioni teatrali e televisive verso la fine degli anni ottanta, Bullock ottenne un ruolo nella rappresentazione Off-Broadway, No Time Flat. Il regista Alan J. Levi rimase impressionato dall'interpretazione di Bullock e le offrì una parte nel film TV Scontro bionico. In seguito recitò in alcune produzioni indipendenti, tra cui Who Shot Patakango? e Delitto al Central Park (The Preppie Murder), fino a quando ottenne il ruolo della protagonista, Tess McGill, nella sitcom Working Girl - Una donna in carriera, serie basata sull'omonimo film del 1988, che vide protagonisti Harrison Ford, Sigourney Weaver, Melanie Griffith e Joan Cusack. Il vero e proprio debutto cinematografico si ebbe nel 1992 in piccoli film, come Pozione d'amore (Love Potion No. 9) sul set del quale s'innamorò del collega Tate Donovan, e nel thriller horror The Vanishing - Scomparsa (The Vanishing) con Kiefer Sutherland e Jeff Bridges. La pellicola si basa sul libro The Golden Egg di Tim Krabbé, ed è un remake del film olandese Il mistero della donna scomparsa del 1988, diretto dallo stesso regista.

In seguito venne scelta da Peter Bogdanovich per recitare al fianco di River Phoenix, Samantha Mathis e Dermot Mulroney nel film drammatico Quella cosa chiamata amore (The Thing Called Love). Ottenne poi un ruolo di primo piano nel thriller fantascientifico Demolition Man, con Sylvester Stallone e Wesley Snipes, che però non ebbe il successo sperato. Seguirono poi il film d'avventura Fiamme sull'Amazzonia (Fire on the Amazon) e il film drammatico Ricordando Hemingway (Wrestling Ernest Hemingway) al fianco di grandi del cinema come Robert Duvall, Richard Harris e Shirley MacLaine. 

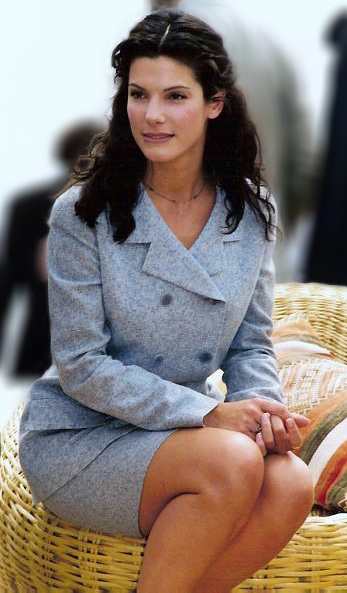
Sandra Bullock al Festival di Cannes 1996

### 1994-1995: il successo conSpeedeUn amore tutto suo
Il 1994 fu l'anno d'oro per Bullock che la vide protagonista del kolossal Speed al fianco di Keanu Reeves e Dennis Hopper. Nel film, Bullock vestì i panni di Annie Porter, casuale autista di un autobus che esplode se la sua velocità scende sotto le 50 miglia orarie. Il film fu un successo sia dal punto di vista commerciale, sia da quello della critica; ottenne tre nomination agli Oscar e ne vinse due: quelli per il miglior sonoro e per il miglior montaggio sonoro; inoltre ottenne tre nomination, di cui due vinti, ai BAFTA Award e nove nomination agli MTV Movie Awards vincendone cinque tra cui quelli per la miglior performance femminile e per l'attrice più attraente.
L'anno seguente fu la volta della commedia romantica Un amore tutto suo (While You Were Sleeping) al fianco di Bill Pullman. Nel film Sandra interpreta il ruolo di Lucy Moderatz, una bigliettaia della metropolitana che s'innamora di un uomo ricco e bello: a causa di un incidente alla stazione della metro, in cui lei lo salva, l'uomo entra in coma; arrivata all'ospedale, i parenti dell'uomo la scambiano per la sua fidanzata. Il ruolo di Lucy, che doveva inizialmente essere di Demi Moore, permise a Sandra di ottenere una candidatura ai Golden Globe come miglior attrice in un film commedia o musicale.
Un amore tutto suo e Speed contribuirono sicuramente a lanciare in maniera definitiva la carriera di Sandra Bullock. Sempre nel 1995 recitò nel thriller The Net - Intrappolata nella rete (The Net) al fianco di Jeremy Northam, in cui veste i panni di un'esperta informatica che viene a conoscenza di un segreto sconcertante e da quel momento verrà perseguitata da un gruppo di cracker che le ruberanno tutto. Il film le fece ottenere una nomination agli MTV Movie Awards come donna più desiderabile.

### 1996-2008: Il maggior successo
Nel 1996 recitò nella commedia Ladri per amore (Two If by Sea), al fianco di Denis Leary, e fondò una sua casa di produzione chiamata Fortis Films, che tuttora gestisce assieme alla sorella, Gesine Bullock-Prado. Sempre nel 1996 entrò nel cast «stellare» del film thriller Il momento di uccidere (A Time To Kill) tratto dall'omonimo romanzo di John Grisham, trovandosi a lavorare al fianco di Matthew McConaughey, Kevin Spacey, Samuel L. Jackson, Kiefer Sutherland, Donald Sutherland, Ashley Judd, Brenda Fricker e Oliver Platt. Il film ricevette il plauso della critica, e ottenne anche una nomination ai Golden Globe. Nello stesso anno interpretò il ruolo di Agnes von Kurowsky, primo amore di Ernest Hemingway, nel film biografico Amare per sempre (In Love and War) di Richard Attenborough, con Chris O'Donnell. Il film venne presentato al Festival internazionale del cinema di Berlino.
Nel 1997 recitò in Speed 2 - Senza limiti (Speed 2: Cruise Control), seguito del film che la rese famosa, Speed, in cui riprende i panni di Annie Porter, ma senza Keanu Reeves, sostituito da Jason Patric. Il film fu accolto disastrosamente dalla critica e ricevette per lo più recensioni negative. Il film ricevette otto candidature ai Razzie Awards tra cui quella per il peggior film, ma ottenne solo quello come peggior sequel.
Nel 1998 recitò nel film drammatico romantico Ricominciare a vivere (Hope Floats) di Forest Whitaker, con Gena Rowlands e Harry Connick Jr., e in seguito, Bullock, debuttò alla regia con il cortometraggio Making Sandwiches nel quale compaiono Matthew McConaughey e Eric Roberts. Poi interpretò il ruolo di Sally Owens nel film Amori & incantesimi (Practical Magic) al fianco dell'amica Nicole Kidman e Stockard Channing, e si dette al doppiaggio del cartone animato Il principe d'Egitto (The Prince of Egypt). Nel 1999 capitò al fianco di Ben Affleck nella commedia romantica Piovuta dal cielo (Forces of Nature), una commedia ispirata al film del 1934 di Frank Capra, Accadde una notte.

Nello stesso anno produsse e recitò nella commedia poliziesca Gun Shy - Un revolver in analisi (Gun Shy) con Liam Neeson, poi recitò nel film drammatico 28 giorni (28 Days) accanto a Viggo Mortensen. Nel film l'attrice interpreta il ruolo di un'alcolista e tossicodipendente costretta a passare 28 giorni in una clinica di riabilitazione. Bullock passò realmente qualche giorno in una clinica per prepararsi per il suo ruolo. Il grande successo tornò nel 2000 con la commedia Miss Detective (Miss Congeniality) in cui veste i panni di Gracie Hart, agente dell'FBI sotto copertura, che deve sventare un attacco al concorso di Miss America. Il film fu un successo al botteghino e Bullock ottenne la sua seconda candidatura ai Golden Globe come miglior attrice in un film commedia o musicale.

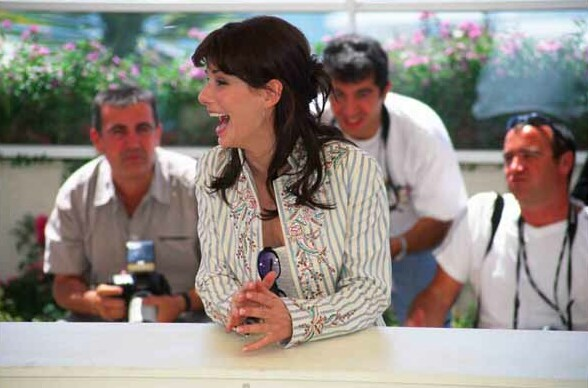
Sandra Bullock a Cannes nel 2002

 Nel 2002, Bullock tornò al cinema con il thriller psicologico Formula per un delitto (Murder By Numbers) al fianco di Ryan Gosling e Michael Pitt. Il film venne accolto molto bene dalla critica che lo definì come «Un thriller interessante e non banale.» Il film è ispirato al reale fatto di cronaca di Leopold e Loeb del 1924, e fu presentato fuori concorso al 55º Festival di Cannes. Nello stesso anno partecipò a due commedie, I sublimi segreti delle Ya-Ya sisters (Divine Secret of Ya-Ya Sisterhood), con James Garner e Maggie Smith, e Two Weeks Notice - Due settimane per innamorarsi (Two Weeks Notice), con Hugh Grant.

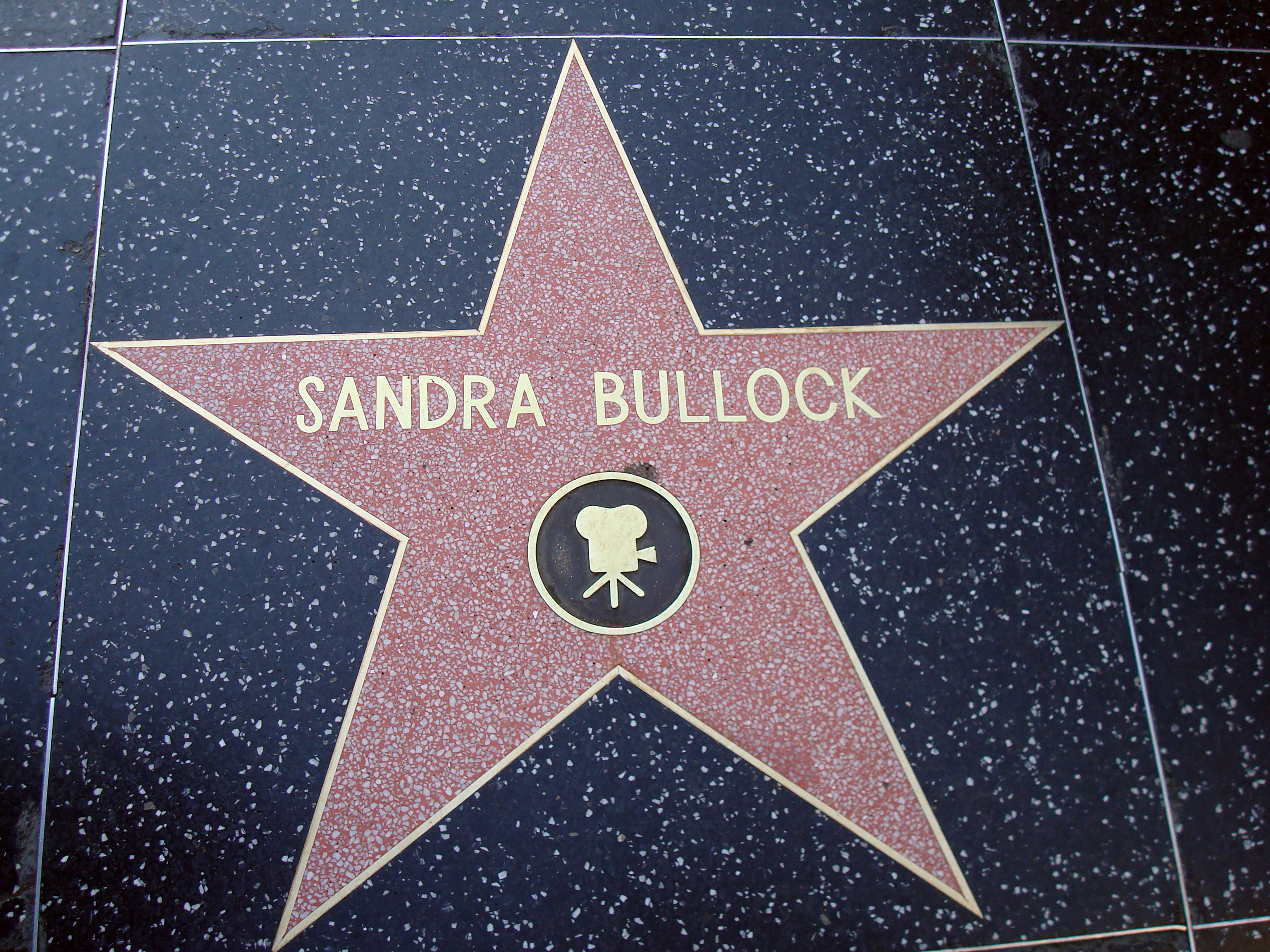
La stella di Sandra Bullock sulla Hollywood Walk of Fame

Nel 2004, dopo una breve pausa, rifiutò il ruolo di Maggie Fitzgerald in Million Dollar Baby di Clint Eastwood, ma entrò a far parte del cast del film drammatico Crash - Contatto fisico (Crash), film indipendente del regista esordiente Paul Haggis che vede protagonisti, oltre a Sandra Bullock, un cast di tutto rispetto tra cui figurano Brendan Fraser, Don Cheadle, Matt Dillon, Ryan Phillippe e Thandie Newton. Il film ottenne 6 candidature agli Oscar 2006 aggiudicandosi tre statuette, quelle per miglior film, migliore sceneggiatura originale e miglior montaggio. Questo lungometraggio tratta come tema fondamentale il razzismo, ma affronta anche sfaccettature del rapporto umano che non si possono racchiudere in una definizione semplicista.
Dopo essere apparsa in un cameo nel film Loverboy, con Kyra Sedgwick, Kevin Bacon, Marisa Tomei e Matt Dillon, ricevette una stella sulla Hollywood Walk of Fame. In quell'occasione, tra i vari annunci di congratulazioni pubblicati sui giornali di Los Angeles ce ne fu uno firmato "Keanu R.", cioè (Keanu Reeves, il suo partner in Speed), in cui l'attore si congratulava con lei. Questo stesso annuncio figurò sui giornali mesi prima, quando l'attore ricevette la stella sulla Hollywood Walk of Fame, da parte della stessa Sandra Bullock, firmato "Sandy B.". Nel 2005 riprese il ruolo di Gracie Hart nel seguito di Miss Detective, Miss F.B.I. - Infiltrata speciale (Miss Congeniality 2: Armed and Fabulous) al fianco di Regina King. Questa volta Gracie Hart deve salvare la sua amica Cheryl Frasier che è stata rapita. Il film, pur non ottenendo il successo del primo capitolo, mantiene la stessa comicità leggera.
Nel 2006 tornò a far coppia con Keanu Reeves dopo 11 anni di distanza da Speed, nel film romantico sovrannaturale La casa sul lago del tempo (The Lake House), remake del film Si-wor-ae del 2000. Il film parla della storia d'amore tra la dottoressa Kate Foster (Bullock) e l'architetto Alex Wyler (Reeves) che abitano nella stessa casa ma che non si sono mai incontrati. Il loro unico mezzo di comunicazione è la buca delle lettere, grazie alla quale si scrivono e scoprono di abitare a due anni di distanza, lei nel 2006 e lui nel 2004. Il film ottenne due nomination ai Teen Choice Awards vincendo quello per il miglior bacio.
Sempre nel 2006 interpretò la scrittrice Harper Lee nel film biografico Infamous - Una pessima reputazione (Infamous) al fianco di Toby Jones, Daniel Craig, Jeff Daniels, Sigourney Weaver, Peter Bogdanovich e Gwyneth Paltrow. Il film si basa sul libro del 1997 "Capote: In Which Various Friends, Enemies, Acquaintances and Detractors Recall His Turbulent Career" di George Plimpton. Come il film del 2005 Truman Capote - A sangue freddo di Bennett Miller, anche questo segue Truman Capote nel periodo in cui scrive il romanzo-reportage A sangue freddo.
Nel 2007 recitò nel film drammatico Premonition accanto a Julian McMahon, Nia Long, Peter Stormare e Amber Valletta, diretto da Mennan Yapo. Nel film Sandra interpreta il ruolo di Linda Hanson, casalinga, che una mattina viene a sapere che il marito Jim, in viaggio di lavoro, è morto in un incidente automobilistico. La mattina seguente però, quando si risveglia, trova il marito vivo e vegeto. Il film venne nominato ai People's Choice Awards 2008 come miglior film drammatico.

### 2009-2010: la consacrazione con l'Oscar

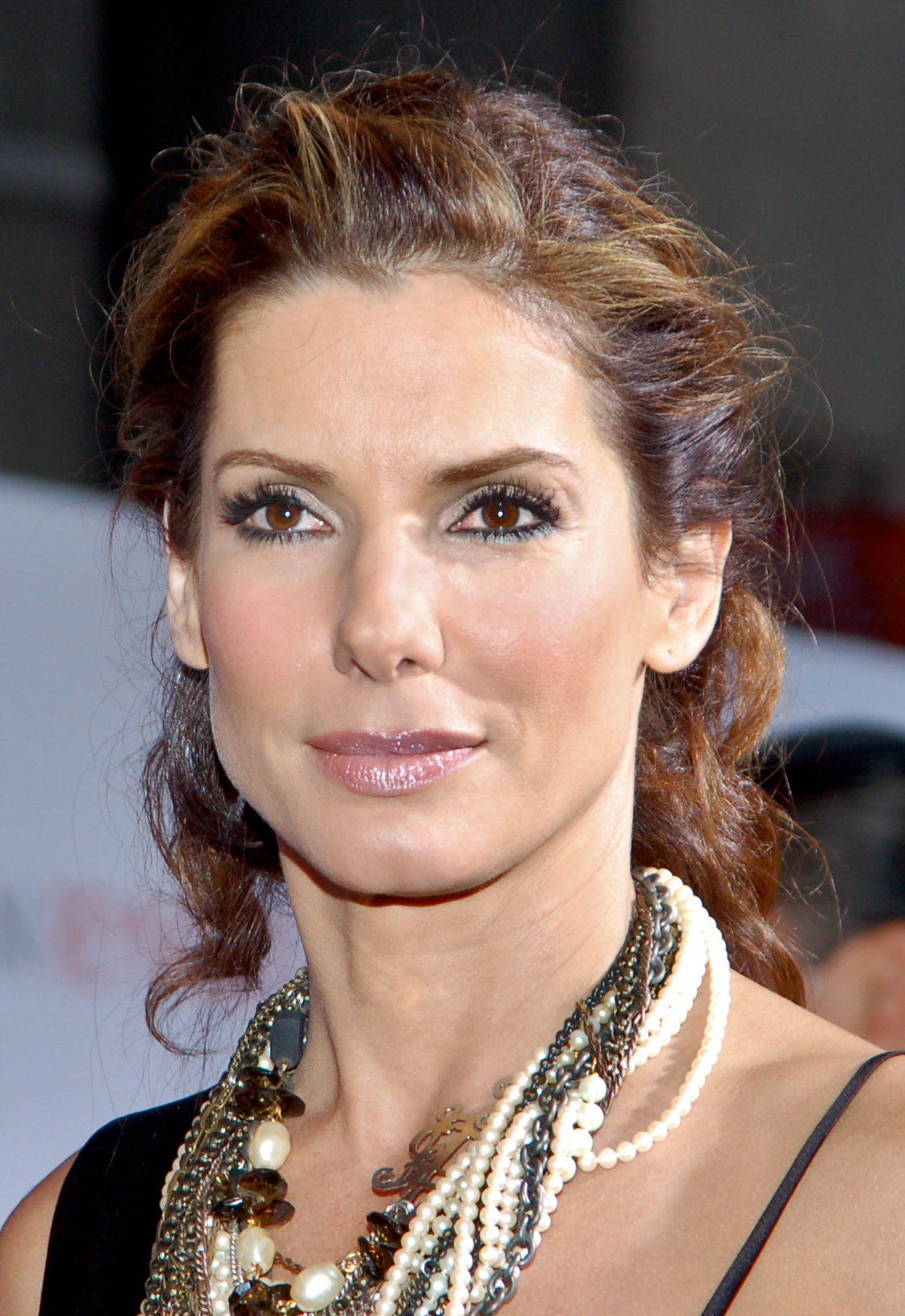
Sandra Bullock alla prima di Ricatto d'amore (2009)

Nel 2009 tornò al cinema con la commedia romantica Ricatto d'amore (The Proposal) al fianco di Ryan Reynolds, nel quale interpreta il ruolo di Margaret Tate, un'editrice di libri che pur di non essere rimpatriata in Canada finge di doversi sposare con il suo segretario. Il film ricevette quattro nomination agli MTV Movie Awards, e quattro ai People's Choice Awards vincendo quelli per il "miglior film commedia" e di "attrice dell'anno". Il film incassò 317375031 $ in tutto il mondo, che lo rende uno dei più grandi successi al botteghino nella carriera di Bullock.
Sempre nel 2009 interpretò una sfortunata creatrice di cruciverba nella commedia A proposito di Steve (All About Steve), con Bradley Cooper e Thomas Haden Church, il film ricevette una reazione estremamente negativa da parte della critica, e ottenne cinque nomination ai Razzie Awards vincendo quelli per la "peggior attrice" e per la "peggior coppia".
In seguito sempre nello stesso anno tornò al cinema con il film biografico The Blind Side in cui interpreta il ruolo di Leigh Anne Tuohy, madre adottiva di Michael Oher, futuro campione di football. Il film fu un successo sia al box office, sia da punto di vista della critica. Nel dicembre 2009, grazie alle sue interpretazioni, Bullock ottenne una doppia candidatura ai Golden Globe 2010, per l'interpretazione drammatica di The Blind Side e per l'interpretazione brillante di Ricatto d'amore, riuscendo a vincere il premio per The Blind Side.
Questi due film segnarono una tappa felice per Bullock in quanto entrambi incassarono di più tra tutti i film da lei interpretati in carriera (insieme ottennero più di 600 milioni di dollari in tutto il mondo). Proprio per il ruolo in The Blind Side vinse l'Oscar per la miglior attrice protagonista, la sera prima ritirò personalmente i due Razzie Awards vinti per A proposito di Steve come peggior attrice protagonista e peggior coppia (con Bradley Cooper) diventando la prima artista ad aggiudicarsi un Oscar e un Razzie nello stesso anno.

### 2011-oggi: la secondanominationall'Oscar
Bullock ha presentato il premio come Miglior attore protagonista alla cerimonia degli Oscar del febbraio 2011.
Nel 2011, Bullock recitò nel film Molto forte, incredibilmente vicino adattamento cinematografico dell'omonimo romanzo di Jonathan Safran Foer. Il film, distribuito limitatamente il 25 dicembre 2011, parla di un ragazzo di 10 anni, Oskar Schell, che perde il padre durante gli attentati dell'11 settembre e del percorso che intraprende alla ricerca di ciò che apre una chiave lasciata dal padre. Il cast del film comprende, oltre a Sandra Bullock nel ruolo della madre di Oskar, Tom Hanks nella parte del padre, l'esordiente Thomas Horn nel ruolo del bambino, e una serie di altre star tra cui John Goodman e Max von Sydow.

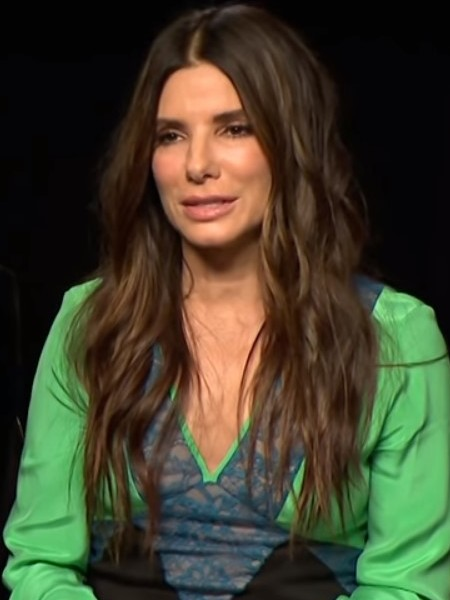
Sandra Bullock nel 2018

Ai premi Oscar 2012 il film Molto forte, incredibilmente vicino ottenne le nomination come miglior film e miglior attore non protagonista a Max von Sydow, senza portare a casa nessuna statuetta. Sandra nella stessa sera presentò il premio come miglior film straniero parlando tedesco e cinese.
Nel 2013 prende parte al film Gravity al fianco di George Clooney. Il film, diretto da Alfonso Cuarón, parla di due astronauti che rimangono bloccati nello spazio, durante una missione andata male, che devono cercare di tornare a casa. Prima che Sandra fosse scelta per il ruolo vennero prese in considerazione anche altre attrici, tra cui Angelina Jolie, Natalie Portman, Blake Lively, Marion Cotillard e Scarlett Johansson. Il ruolo di Clooney inizialmente venne destinato a Robert Downey Jr., che però rifiutò.
Gravity venne convertito in 3D in post-produzione, e distribuito nelle sale in IMAX 2D e 3D.
Sempre nel 2013 torna al cinema in una commedia, Corpi da reato (The Heat) al fianco di Melissa McCarthy, diretto da Paul Feig noto regista della commedia Le amiche della sposa, sempre con la McCarthy. Durante le riprese, un autobus di linea, perse il controllo e si schiantò contro un furgone della produzione. Non ci furono morti e stimarono che circa undici persone vennero ricoverate in ospedale dopo l'incidente.
Il 28 agosto 2013 Gravity, ha aperto la 70ª Mostra internazionale d'arte cinematografica di Venezia, ed è stato proiettato in anteprima mondiale nella Sala Grande del Palazzo del Cinema di Venezia.
A novembre 2013 la rivista statunitense Entertainment Weekly ha eletto Sandra "Entertainer of the Year", ossia intrattenitrice dell'anno. Sandra è l'unica attrice a essere stata eletta due volte, la prima volta nel 2009. Grazie alla sua interpretazione in Gravity, Bullock ha ricevuto diverse candidature ai premi principali dell'industria cinematografica, tra cui agli Oscar come miglior attrice, ai Golden Globe come miglior attrice in un film drammatico, agli Screen Actors Guild Awards come migliore attrice protagonista e ai BAFTA Awards sempre come miglior attrice protagonista.
Durante l'edizione 2014 dei People's Choice Awards ha vinto quattro premi su cinque candidature, ossia quelli come "attrice preferita", "attrice drammatica preferita" per Gravity, "attrice comica preferita" e "coppia preferita" insieme a Melissa McCarthy, entrambi per Corpi da reato, portando così a dieci il numero di premi vinti durante tutta la carriera. Nel 2015 viene nominata dalla rivista People come donna più sexy dell'anno relativamente alla sua età (50 anni). Inoltre presta la sua voce a Scarlet Sterminator, nel film d'animazione Minions.
Nel 2018 è nel cast di Ocean's 8, accanto a Cate Blanchett e Anne Hathaway, la pellicola è sequel e spin-off della trilogia Ocean's. Nel film, diretto da Gary Ross, veste i panni di Debbie Ocean, sorella di Danny Ocean.
Nel 2018 interpreta il ruolo di Malorie nel film Bird Box, prodotto da Netflix.

## Vita privata

### Relazioni
Ha avuto una relazione con l'attore Tate Donovan, conosciuto sul set del film Pozione d'amore, durata quattro anni, poi con il giocatore di football Troy Aikman e con il musicista Bob Schneider. Ha avuto una lunga relazione con l'attore Matthew McConaughey, conosciuto sul set di Il momento di uccidere, e con Ryan Gosling, conosciuto sul set di Formula per un delitto.
Nel 2005 sposò il costruttore Jesse G. James, da cui si separò nel 2010 a causa del tradimento di lui con la pornostar Michelle McGee. Nel 2010 l'attrice adottò un bambino, Louis. Le pratiche per l'adozione iniziarono quattro anni prima con l'ormai ex marito e in seguito Bullock le portò avanti come madre single. Nel dicembre del 2015 adottò una bambina, Laila (2012).
Nel 2015 ha iniziato una relazione col modello e fotografo Bryan Randall, con cui rimase fino alla morte di lui, avvenuta nell'agosto 2023 per complicazioni da SLA.

### Incidenti
Il 20 dicembre 2000, Sandra Bullock e un altro passeggero sopravvissero allo schianto di un business jet noleggiato: durante un tentativo di atterraggio notturno al Jackson Hole Airport, i piloti non furono in grado di attivare le luci della pista a causa di un problema tecnico, ma continuarono l'atterraggio. Il velivolo atterrò in un'area di sicurezza dell'aeroporto colpendo un cumulo di neve. L'incidente causò un distacco del carrello di atterraggio, la distruzione parziale dell'ala destra e una spaccatura nell'ala sinistra.
A luglio 2012, durante le riprese del film Corpi da reato, un autobus di linea perse il controllo e si schiantò contro la roulotte di Sandra Bullock. Non ci furono morti e si stima che circa undici persone furono ricoverate in ospedale dopo l'incidente.

## Filantropia
Conosciuta per le sue generose donazioni, elargì un milione di dollari alla Croce Rossa Americana dopo l'attacco terroristico dell'11 settembre 2001. Fece lo stesso, nel 2004 per la Croce Rossa, dopo il disastro dello tsunami nell'Oceano Indiano e nel 2010 a Medici senza frontiere dopo il terremoto di Haiti.
Insieme ad altre stelle di Hollywood, partecipò a un video in cui si invitavano i cittadini a firmare una petizione per gli sforzi di pulizia della fuoriuscita di petrolio nel Golfo del Messico.
Nel 2011 Sandra Bullock donò un milione di dollari alla Croce Rossa Americana dopo il terremoto in Giappone.
Il 10 gennaio 2013, durante la trentottesima edizione dei People's Choice Awards, ricevette un premio speciale, il Favorite Humanitarian Award, in riconoscimento della beneficenza fatta nel corso degli anni, soprattutto nei confronti delle vittime dell'uragano Katrina. Nel 2017 donò un milione di dollari a favore delle vittime dell'Uragano Harvey.

## Filmografia

### Attrice

#### Cinema
- Hangmen, regia di J. Christian Ingvordsen (1987)
- Who Shot Patakango?, regia di Robert Brooks (1989)
- Religion, Inc., regia di Daniel Adams (1989)
- Pozione d'amore (Love Potion No. 9), regia di Dale Launer (1992)
- The Vanishing - Scomparsa (The Vanishing), regia di George Sluizer (1993)
- Party di capodanno (When the Party's Over), regia di Matthew Irmas (1993)
- Quella cosa chiamata amore (The Thing Called Love), regia di Peter Bogdanovich (1993)
- Fiamme sull'Amazzonia (Fire on the Amazon), regia di Luis Llosa (1993)
- Demolition Man, regia di Marco Brambilla (1993)
- Ricordando Hemingway (Wrestling Ernest Hemingway), regia di Randa Haines (1993)
- Speed, regia di Jan de Bont (1994)
- Who do I Gotta Kill, regia di Frank Rainone (1994)
- Un amore tutto suo (While You Were Sleeping), regia di Jon Turteltaub (1995)
- The Net - Intrappolata nella rete (The Net), regia di Irwin Winkler (1995)
- Ladri per amore (Two If by Sea), regia di Bill Bennet (1996)
- Il momento di uccidere (A Time to Kill), regia di Joel Schumacher (1996)
- Amare per sempre (In Love and War), regia di Richard Attenborough (1996)
- Speed 2 - Senza limiti (Speed 2: Cruise Control), regia di Jan de Bont (1997)
- Ricominciare a vivere (Hope Floats), regia di Forest Whitaker (1998)
- Amori & incantesimi (Practical Magic), regia di Griffin Dunne (1998)
- Piovuta dal cielo (Forces of Nature), regia di Bronwen Hughes (1999)
- Gun Shy - Un revolver in analisi (Gun Shy), regia di Eric Blakeney (2000)
- 28 giorni (28 Days), regia di Betty Thomas (2000)
- Famous - Lisa Picard Is Famous, regia di Griffin Dunne (2000)
- Miss Detective (Miss Congeniality), regia di Donald Petrie (2000)
- Formula per un delitto (Murder by Numbers), regia di Barbet Schroeder (2002)
- I sublimi segreti delle Ya-Ya sisters (Divine Secrets of the Ya-Ya Sisterhood), regia di Callie Khouri (2002)
- Two Weeks Notice - Due settimane per innamorarsi (Two Weeks Notice), regia di Marc Lawrence (2002)
- Crash - Contatto fisico (Crash), regia di Paul Haggis (2004)
- Loverboy, regia di Kevin Bacon (2005) – cameo
- Miss F.B.I. - Infiltrata speciale (Miss Congeniality 2: Armed and Fabulous), regia di John Pasquin (2005)
- La casa sul lago del tempo (The Lake House), regia di Alejandro Agresti (2006)
- Infamous - Una pessima reputazione (Infamous), regia di Douglas McGrath (2006)
- Premonition, regia di Mennan Yapo (2007)
- Ricatto d'amore (The Proposal), regia di Anne Fletcher (2009)
- A proposito di Steve (All About Steve), regia di Phil Traill (2009)
- The Blind Side, regia di John Lee Hancock (2009)
- Molto forte, incredibilmente vicino (Extremely Loud and Incredibly Close), regia di Stephen Daldry (2011)
- Corpi da reato (The Heat), regia di Paul Feig (2013)
- Gravity, regia di Alfonso Cuarón (2013)
- All'ultimo voto (Our Brand is Crisis), regia di David Gordon Green (2015)
- Ocean's 8, regia di Gary Ross (2018)
- Bird Box, regia di Susanne Bier (2018)
- The Unforgivable, regia di Nora Fingscheidt (2021)
- The Lost City, regia di Aaron e Adam Nee (2022)
- Bullet Train, regia di David Leitch (2022)

#### Televisione
- Starting from Scratch – serie TV, episodio 1x19 (1988)
- Scontro bionico (Bionic Showdown: The Six Million Dollar Man and the Bionic Woman), regia di Alan J. Levi – film TV (1989)
- Delitto al Central Park (The Preppie Murder), regia di John Herzfeld – film TV (1989)
- Donna in carriera (Working Girl) – serie TV, episodio 1x08 (1990)
- Lucky/Chances – miniserie TV (1990)
- George Lopez – serie TV, 3 episodi (2002-2004)

#### Cortometraggi
- Making Sandwiches, regia di Sandra Bullock (1998)

### Doppiatrice
- Il principe d'Egitto (The Prince of Egypt), regia di Simon Wells, Brenda Chapman e Steve Hickner (1998)
- Aningaaq, regia di Jonás Cuarón – cortometraggio (2013)
- Minions, regia di Pierre Coffin e Kyle Balda (2015)

### Produttrice
- Mailman (1996)
- Our Father (1996)
- Ricominciare a vivere (Hope Floats) (1998)
- Trespasses (1999)
- Gun Shy - Un revolver in analisi (Gun Shy) (2000)
- Miss Detective (Miss Congeniality) (2000)
- Formula per un delitto (Murder by Numbers) (2002)
- Two Weeks Notice - Due settimane per innamorarsi (Two Weeks Notice) (2002)
- George Lopez (2002-2004)
- Sudbury (2004)
- Miss F.B.I. - Infiltrata speciale (Miss Congeniality 2: Armed and Fabulous) (2005)
- Ricatto d'amore (The Proposal) (2009)
- A proposito di Steve (All About Steve) (2009)
- All'ultimo voto (Our Brand is Crisis) (2015)
- Ocean's 8, regia di Gary Ross (2018)
- The Lost City, regia di Aaron e Adam Nee (2022)

### Regista e sceneggiatrice
- Making Sandwiches – cortometraggio (1998)

## Riconoscimenti

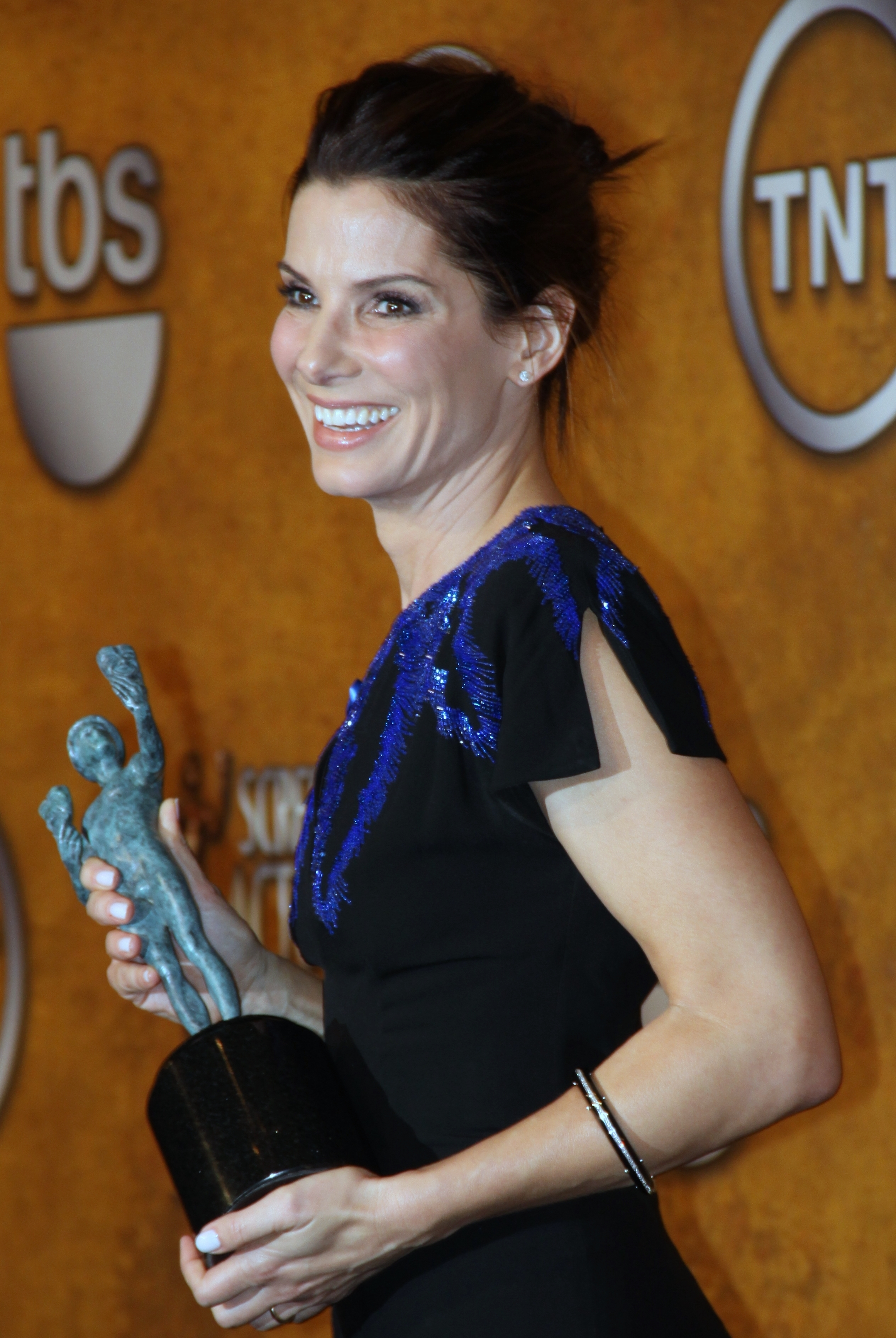
Sandra Bullock con lo Screen Actors Guild Award vinto nel 2010

Nel corso della sua carriera, Sandra Bullock, si è aggiudicata molti riconoscimenti, tra i quali un premio Oscar e un Golden Globe per la sua interpretazione nel film The Blind Side, due Screen Actors Guild Awards, quattro MTV Movie Awards, sei People's Choice Awards e nove Teen Choice Awards (su ventuno nomination).
Nel 2013 durante i People's Choice Awards, ha vinto un premio speciale mai assegnato prima, il Favorite Humanitarian Award, un premio umanitario in riconoscimento di tutta la beneficenza che ha fatto negli anni e soprattutto per l'aiuto che ha dato alle vittime dell'Uragano Katrina.
Nel 2014 ha avuto la seconda nomination all'Oscar per la miglior attrice protagonista per il film di Alfonso Cuaròn Gravity.

## Doppiatrici italiane
Nelle versioni in italiano nelle opere in cui ha recitato, Sandra Bullock è stata doppiata da:
- Anna Cesareni in Ricordando Hemingway, Speed, Speed 2 - Senza limiti, Amori & incantesimi, Piovuta dal cielo, Miss Detective, I sublimi segreti delle Ya-Ya sisters, Two Weeks Notice - Due settimane per innamorarsi, Miss F.B.I. - Infiltrata speciale, La casa sul lago del tempo, Infamous - Una pessima reputazione, Molto forte, incredibilmente vicino, Gravity, All'ultimo voto, Ocean's 8, The Unforgivable, The Lost City, Bullet Train
- Cristina Boraschi in Religion, Inc., Un amore tutto suo, The Net - Intrappolata nella rete, Ladri per amore, Il momento di uccidere, Ricominciare a vivere, Gun Shy - Un revolver in analisi, Formula per un delitto, A proposito di Steve
- Laura Boccanera in Pozione d'amore, The Vanishing - Scomparsa, Crash - Contatto fisico, Loverboy, Premonition, The Blind Side, Corpi da reato
- Roberta Pellini in Quella cosa chiamata amore, Amare per sempre
- Emanuela Rossi in Scontro bionico
- Antonella Rinaldi in Donna in carriera
- Ludovica Marineo in Party di capodanno
- Laura Romano in Fiamme sull'Amazzonia
- Micaela Esdra in Demolition Man
- Pinella Dragani in 28 giorni
- Roberta Paladini in Ricatto d'amore
- Antonella Baldini in Bird Box

Da doppiatrice è sostituita da:
- Antonella Rendina in Il principe d'Egitto
- Luciana Littizzetto in Minions